# Trent Edwards
Trent Edwards (Los Gatos, 30 ottobre 1983) è un ex giocatore di football americano statunitense che ha militato nel ruolo di quarterback nella National Football League (NFL). Fu scelto nel corso del terzo giro (92º assoluto) del Draft NFL 2007 dai Buffalo Bills. Al college giocò a football alla Stanford University.

## Carriera universitaria
Trent iniziò a giocare al college football con gli Stanford Cardinal a partire dal 2003. Nel suo primo anno scese in campo in 8 partite su 11 prima che un infortunio alla spalla lo costrinse a rimanere fuori per il resto della stagione. Lanciò per 750 yard con 4 touchdown, 9 intercetti e 79,5 di passer rating, oltre a un touchdown su corsa. Nell'anno da sophomore giocò 9 partite, lanciando per 1.718 yard con 9 touchdown, 11 intercetti e 110,7 di passer rating e un touchdown su corsa.
Nell'anno da junior giocò in tutte le 11 partite passando 1.934 yard con 17 TD, 7 intercetti e 139,0 di rating. Nell'ultimo anno giocò 7 partite, prima della rottura del piede che lo costrinse a saltare il resto della stagione. Terminò lanciando per 1.027 yard con 6 TD, 6 intercetti e un passer rating 120,6.
Premi e riconoscimenti
- Freshman All-Pac-10 secondo Sporting News: 1

2003
- Stanford Cardinal Team MVP: 1

2005

## Carriera professionistica

### Buffalo Bills
Edwards venne scelto al terzo giro del Draft NFL dai Bills. Il 10 luglio firmò un contratto quadriennale per un totale di 2,296 milioni di dollari, di cui 631.000 di bonus alla firma. Debuttò come professionista il 23 settembre 2007 contro i New England Patriots. Dopo essersi guadagnato il posto da titolare nella settimana 8 contro i New York Jets, si procurò una distorsione al polso che gli costò una sosta. Nella settimana 13 contro i Washington Redskins giocò un'ottima prestazione che lo portò a vincere il titolo di miglior rookie della settimana. A fine stagione, grazie a prestazioni molto convincenti, venne scelto nella squadra dei rookie dell'anno di tutta la NFL. Chiuse la stagione con 10 partite di cui 9 da titolare, lanciando 1.630 yard con 7 TD, 8 intercetti e 70,4 di passer rating, oltre a 14 corse.
Nella stagione 2008 nella partita contro gli Arizona Cardinals a causa di un duro colpo alla testa da parte di Adrian Wilson subì la sua prima commozione cerebrale. Dopo esser rientrato nella settimana 7 contro i San Diego Chargers, Edwards vinse il titolo di miglior quarterback della settimana della NFL. Nella settimana 13 contro i San Francisco 49ers si infortunò al bacino e rimase fuori per 2 settimane. Chiuse la stagione con 14 partite da titolare, lanciando 2.699 yard con 11 TD, 10 intercetti e 85,4 di passer rating, oltre a 36 corse con 3 TD.
Nella stagione 2009 subì la sua una seconda commozione cerebrale, nella partita contro i New York Jets a causa di un tackle doppio subito dai due linebacker David Harris e Calvin Pace. Successivamente si infortunò al ginocchio a causa di un sack subito dal difensore Tully Banta-Cain dei New England Patriots. Per colpa di questi infortuni e di prestazioni incostanti Edwards perse il suo posto da titolare nelle ultime 7 partite. Chiuse la stagione con 8 partite di cui 7 da titolare, lanciando 1.169 yard con 6 TD, 7 intercetti e 73,8 di passer rating, oltre a 14 corse.
Nella stagione 2010, si riguadagnò il posto da titolare durante la pre-stagione, ma venne svincolato il 27 settembre. Chiuse con i Bills giocando sole due partite, lanciando 241 yard con un TD, 2 intercetti e 58,3 di passer rating, oltre a 5 corse.

### Jacksonville Jaguars
Il giorno seguente venne preso dai Jacksonville Jaguars. Fu usato come riserva dietro a David Garrard ma trovò pochissimi spazi, finendo la stagione con 2 partite giocate, lanciando 280 yard con un TD, 2 intercetti e 51,4 di passer rating, oltre a 9 corse.

### Prima volta con gli Oakland Raiders
Il 30 luglio 2011 firmò un contratto annuale con gli Oakland Raiders. Non riuscì a conquistare il posto di riserva dietro a Jason Campbell. Il 3 settembre venne svincolato.

### Philadelphia Eagles
Il 23 febbraio 2012 firmò un contratto di un anno per 700.000$ con i Philadelphia Eagles. Il 6 settembre ottenne un'estensione di altri 715.000$ per un secondo anno. Chiuse la stagione giocando una sola partita, lanciando 14 yards con nessun TD o intercetto e 95,8 di passer rating. Il 16 aprile 2013 venne svincolato.

### Chicago Bears
Il 18 agosto 2013, Edwards firmò un contratto annuale coi Chicago Bears ma il 30 agosto venne svincolato.

### Seconda volta con gli Oakland Raiders
Il 2 gennaio 2014, Edwards firmò con gli Oakland Raiders un contratto come riserva futura.

## Palmarès

### Individuale
- PFWA All-Rookie Team - 2007
- Quarterback della settimana: 1

7ª del 2008
- Rookie della settimana: 1

13ª del 2007

## Statistiche
| Partite totali      | 37    |
| Partite da titolare | 33    |
| Yard lanciate       | 6.033 |
| Touchdown           | 26    |
| Intercetti          | 30    |
| Passer rating       | 75,5  |
| Fumble persi        | 5     |

Statistiche aggiornate alla stagione 2013